# Óscar Dancigers
Óscar Dancigers (Moscú, Imperio ruso; 1902 - Ciudad de México; 27 de febrero de 1976) fue uno de los productores de la Época de Oro del cine mexicano, reconocido por haber sido el productor de las primeras películas mexicanas de Luis Buñuel.

## Filmografía
- El ahijado de la muerte (1946)
- Gran Casino (1947)
- La perla (1947)
- Pueblerina (1949)
- El gran calavera (1949)
- Yo quiero ser hombre (1950)
- Los olvidados (1950)
- La hija del engaño (1951)
- Los enredos de una gallega (1951)
- El bruto (1953)
- Él (1953)
- Robinson Crusoe (1954)
- Abismos de pasión (1954)
- El inocente (1956)
- La muerte en este jardín (1956)
- Los ambiciosos (1959)
- Viva María! (1965)